# Family rock
Family rock (v originále Family Rock) je francouzský hraný film z roku 1982, který režíroval José Pinheiro podle vlastního scénáře. Snímek měl světovou premiéru dne 4. srpna 1982.

## Děj
Christophe, jeho žena Charlie a jejich dvě děti Mirabelle a Pierrot opouštějí svůj dosavadní monotónní život a rozhodnou se jej vyměnit za dobrodružný život pouťových dělníků. Autobusem cestují z města do města po celé Francii, aby provozovali svůj kolotoč, ale jako nováčci mají problémy zapadnout mezi dosavadní kolotočáře.

## Obsazení
| Sylvie Orcier      | Charlie       |
| Christophe Malavoy | Christophe    |
| Camille Robert     | Mirabelle     |
| Serge Merle        | Pierrot       |
| Rudolph Monori     | kejklíř       |
| Jules Bourset      | Julot         |
| Éric Prat          | místostarosta |